# Sondre Tronstad
Sondre Tronstad, né le 26 août 1995 à Kristiansand en Norvège, est un footballeur international norvégien qui évolue au poste de milieu central avec les Blackburn Rovers.

## Biographie

### IK Start
Né à Kristiansand en Norvège, Sondre Tronstad est formé à l'IK Start, club basé dans sa ville natale.

### FK Haugesund
Le 22 janvier 2014, Sondre Tronstad rejoint l'Huddersfield Town, alors sous la direction de Mark Robins. Mais durant son passage en Angleterre, le jeune milieu de terrain ne joue aucun match.
Le 14 janvier 2016, Sondre Tronstad retourne en Norvège, s'engageant avec le FK Haugesund.

### Vitesse Arnhem
Le 24 janvier 2020, Sondre Tronstad rejoint les Pays-Bas et le club du Vitesse Arnhem, où il s'engage pour un contrat courant jusqu'en juin 2023. Il joue son premier match sous ses nouvelles couleurs le 1er février 2020 face à l'ADO La Haye, lors d'une rencontre de championnat des Pays-Bas. Il entre en jeu à la place de Navarone Foor lors de ce match qui se solde par un score nul (0-0). Le 27 février 2021, il inscrit son premier but pour le Vitesse contre le VVV Venlo, en championnat. Il participe ainsi à la victoire de son équipe (4-1).

### Blackburn Rovers
Lors de l'été 2023, Sondre Tronstad rejoint l'Angleterre en s'engageant en faveur de Blackburn Rovers. Le transfert est annoncé le 15 juin 2023 et il signe un contrat de trois ans, soit jusqu'en juin 2026,.

### En sélection
Le 18 novembre 2020, Sondre Tronstad honore sa première sélection avec l'équipe nationale de Norvège face à l'Autriche (1-1).